# Tantilla supracincta
Tantilla supracincta är en ormart som beskrevs av Peters 1863. Tantilla supracincta ingår i släktet Tantilla och familjen snokar. Inga underarter finns listade i Catalogue of Life.
Denna orm är känd från södra Nicaragua, Costa Rica, Panama och Ecuador. Arten lever i låglandet och i kulliga områden upp till 970 meter över havet. Den vistas i tropiska lövfällande skogar som kan vara torr eller fuktiga. Tantilla supracincta gömmer sig ofta under träbitar som ligger på marken. Den har främst enkelfotingar som föda. Honor lägger ägg.
Beståndet i Ecuador hotas av skogens omvandling till odlingsmark. Hela populationen antas vara stor. IUCN listar arten som livskraftig (LC).